# Peter Buravytskiy
Peter Buravytskiy (Lincoln, 2001) es un deportista británico que compite en gimnasia en la modalidad de trampolín. Ganó una medalla de bronce en el Campeonato Mundial de Gimnasia en Trampolín de 2023, en la prueba por equipo.

## Palmarés internacional
| Campeonato Mundial | Campeonato Mundial       | Campeonato Mundial | Campeonato Mundial |
| Año                | Lugar                    | Medalla            | Prueba             |
| ------------------ | ------------------------ | ------------------ | ------------------ |
| 2023               | Birmingham (Reino Unido) | Medalla de bronce  | Equipo             |